# Melanonaclia nigra
Melanonaclia nigra là một loài bướm đêm thuộc phân họ Arctiinae, họ Erebidae.